# Union (Ohio)
Union és una població dels Estats Units a l'estat d'Ohio. Segons el cens del 2005 tenia 5.920 habitants.

## Demografia
Segons el cens del 2000, Union tenia 5.574 habitants, 2.080 habitatges, i 1.609 famílies. La densitat de població era de 502,8 habitants per km².
Dels 2.080 habitatges en un 40,1% hi vivien nens de menys de 18 anys, en un 61,1% hi vivien parelles casades, en un 11,8% dones solteres, i en un 22,6% no eren unitats familiars. En el 18,9% dels habitatges hi vivien persones soles el 5,6% de les quals corresponia a persones de 65 anys o més que vivien soles. El nombre mitjà de persones vivint en cada habitatge era de 2,68 i el nombre mitjà de persones que vivien en cada família era de 3,05.
Per edats la població es repartia de la següent manera: un 28,7% tenia menys de 18 anys, un 7,6% entre 18 i 24, un 33,2% entre 25 i 44, un 22,6% de 45 a 60 i un 7,9% 65 anys o més.
L'edat mediana era de 34 anys. Per cada 100 dones de 18 o més anys hi havia 91,6 homes.
La renda mediana per habitatge era de 50.471 $ i la renda mediana per família de 55.139 $. Els homes tenien una renda mediana de 39.944 $ mentre que les dones 25.430 $. La renda per capita de la població era de 21.260 $. Aproximadament el 2,5% de les famílies i el 3,7% de la població estaven per davall del llindar de pobresa.

## Poblacions més properes
El següent diagrama mostra les poblacions més properes.